# چشم‌گوشه
در کالبدشناسی، هریک از دو گوشهٔ بیرونی و درونی چشم را چشم‌گوشه (Canthus) یا بیخ چشم می‌گویند.
به عبارت دیگر، چشم‌گوشه زاویه‌ای است که در اثر به هم رسیدن پلک‌ها در گوشه‌های چشم تشکیل می‌شود. گوشه بیرونی چشم چشم‌گوشه کناری، و گوشه درونی نیز چشم‌گوشه میانی نام دارد.
لایه کوچکی از پوست که گاهی گوشه درونی چشم را میپوشاند پرده چشم‌گوشه epicanthus نامیده می‌شود.
در اغلب کودکان، به‌ویژه در نژاد زرد، چین‌های عمودی پرده چشم‌گوشه می‌تواند باعث لوچی همگرای Esotropia کاذب شود. در پرده بالایی E. tarsalis این چین در امتداد پلک فوقانی (شایع‌ترین نوع) و در پرده پایینی E. inversus این چین در امتداد پلک تحتانی می‌باشد. این چین‌ها به‌تدریج تحلیل رفته، به‌ندرت در زمان بلوغ باقی می‌مانند. می‌توان با جراحی آنها را اصلاح کرد. گاه علت آن ضربه یا جراحی است.
در پزشکی، برش گوشهٔ چشم یا رباط گوشهٔ چشمی به روش جراحی چشم‌گوشه‌کافت cantholysis نام دارد.